# بانک اطلاعات اینترنتی تئاتر
بانک اطلاعات اینترنتی تئاتر (انگلیسی: Internet Theatre Database) یک بانک اطلاعات اینترنتی دربارهٔ تئاتر، نمایشنامه، تئاتر موزیکال، تئاتر برادوی، نمایشنامه‌نویس‌ها، هنرپیشگان تئاتر و سایر اطلاعات این حوزه از هنر است. این وبگاه با همکاری داوطلبانهٔ عده‌ای از طرفداران هنر تئاتر اداره می‌شود.